# Komorniki-Kolonia
Komorniki-Kolonia – nieoficjalny przysiółek wsi Komorniki w Polsce położony w województwie mazowieckim, w powiecie piaseczyńskim, w gminie Tarczyn.
W latach 1975–1998 miejscowość administracyjnie należała do województwa warszawskiego.